# ویرله پیمونته
ویرله پیمونته (به ایتالیایی: Virle Piemonte) یک کومونه در ایتالیا است که در استان تورین واقع شده‌است. ویرله پیمونته ۱۴٫۱ کیلومتر مربع مساحت و ۱٬۲۱۲ نفر جمعیت دارد و ۲۴۵ متر بالاتر از سطح دریا واقع شده‌است.